# Тыквоголовый Джек

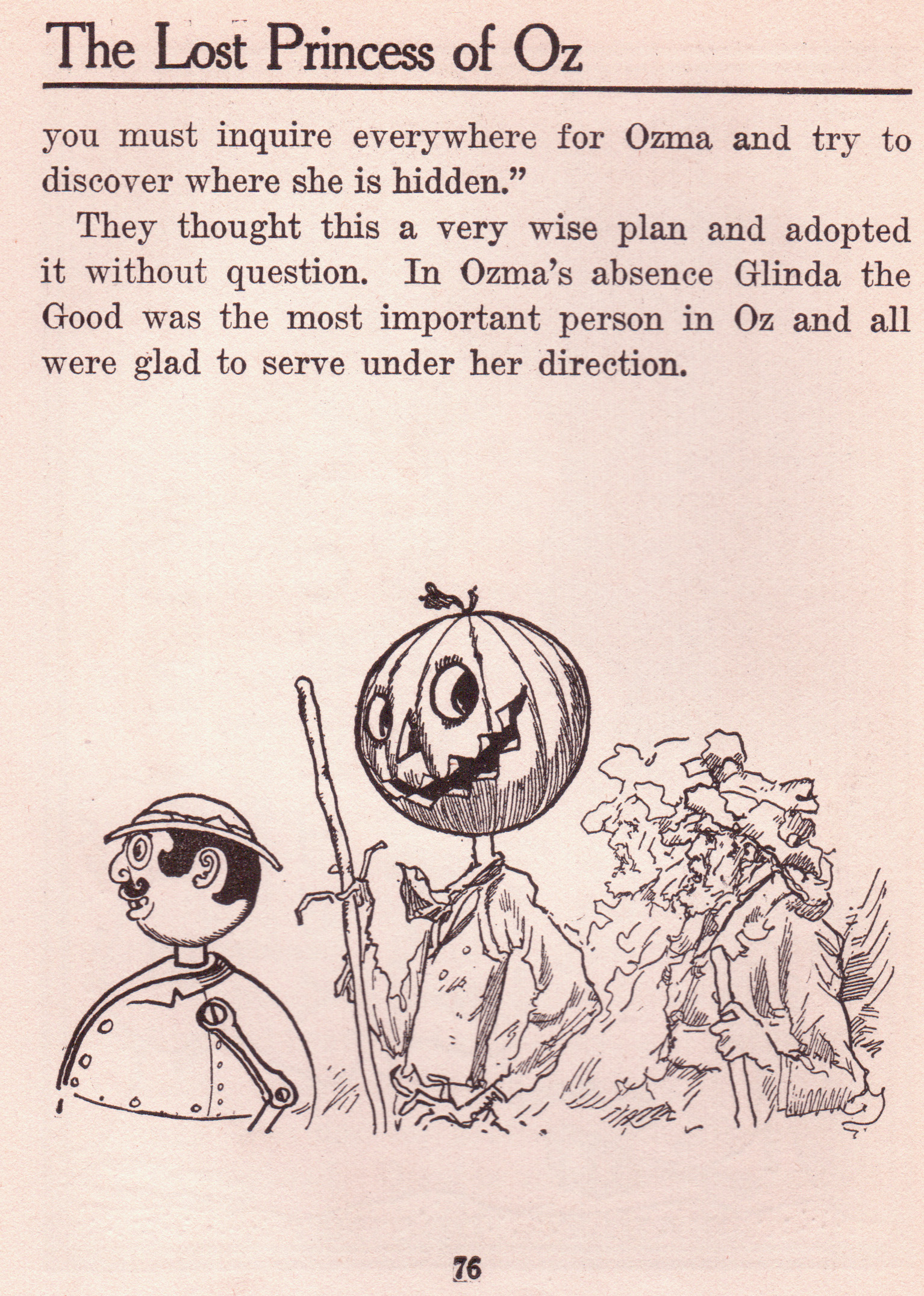

Тыквоголовый Джек (англ. Jack Pumpkinhead, в другом переводе Джек Тыквинс или Джек-Тыковка) — один из героев сказочного цикла о Стране Оз (автор — Лаймен Фрэнк Баум). Долговязый деревянный человек с тыквой вместо головы.

## История Тыквоголового Джека
Джек — деревянное пугало, созданное мальчиком Типом и ожившее благодаря Порошку Жизни во второй книге Лаймена Фрэнка Баума из серии о Стране Оз.
Тыквоголовый Джек неуклюж, добродушен и простоват.

## В играх
- В игре Королевство (официальный сайт игры : kor.ru) Тыквоголовый Джек является хозяйном Тыквенной Гати на юго-восточном Мутной Топи

## В экранизациях
- Тыквоголовый Джек — персонаж фильма 1985 года «Возвращение в Страну Оз», снятого по мотивам произведений Л. Ф. Баума «Чудесная Страна Оз» и «Озма из Страны Оз».
- Тыквоголовый Джек является главным героем мультфильма «Кошмар перед Рождеством» (режиссёр — Генри Селик, продюсер — Тим Бёртон).
- В эпизоде фильма «Сонная лощина» можно увидеть пугало в виде Тыквоголового Джека (режиссёр — Тим Бёртон).
- Тыквоголовый Джек присутствует в мультфильме «Приключения в Изумрудном городе».